# 2079
Rok 2079 (MMLXXIX) gregoriánského kalendáře začne v neděli 1. ledna a skončí v neděli 31. prosince.

## Předpokládané a naplánované události
- 16. května – 150. výročí od prvního udílení Oscarů
- 25. května – 100. výročí od premiéry filmu Vetřelec